# バルサケルメス自然保護区
バルサケルメス自然保護区（カザフ語: Барсакелмес мемлекеттік табиғи қорығы, Barsakelmes memlekettık tabiği qoryğy）は中央アジア、カザフスタンのクズロルダ州、アラル地区に位置する自然保護区である。かつてのこの地域はアラル海の一部であり、バルサケルメス島が存在していた。
自然保護区は1939年に設立された。 無脊椎動物約2,000 種、哺乳類30種、鳥類178種、爬虫類20種が生息している。